# Morlanwelz-Mariemont
Morlanwelz-Mariemont is een dorp in de Belgische provincie Henegouwen, en een deelgemeente van de Waalse gemeente Morlanwelz. Morlanwelz-Mariemont was een zelfstandige gemeente, tot die bij de gemeentelijke herindeling van 1977 toegevoegd werd aan de gemeente Morlanwelz.
De plaats Morlanwelz-Mariemont was vóór 1963 eenvoudig bekend als Morlanwelz. Dat jaar werd Mariemont aan de naam toegevoegd, een verwijzing naar het domein van Mariemont, de belangrijkste attractie in de gemeente.

## Bezienswaardigheden
- Mariemont is een oud koninklijk domein, gesticht in de 16e eeuw door Maria van Hongarije. De laatste eigenaar, Raoul Warocqué (1870-1917) schonk zijn domein aan de Belgische staat. Vandaag de dag is het park, waarin zich het Koninklijk Museum van Mariemont bevindt, gratis toegankelijk voor het publiek.
- De Sint-Martinuskerk (Église Saint-Martin) is een neogotisch kerkgebouw van 1862-1864 die in plaats kwam van een oudere kerk.
- Het Stadhuis van Morlanwelz is een neogotisch bouwwerk van 1895.
- De voormalige Abdij van Olive (Abbaye de l'Olive) werd in 1218 gesticht en in 1796 opgeheven. Op de plaats van de abdij kwam in 1854 de Cité de l'Olive tot stand.
- De Priorij van Montaigu (Prieuré de Montaigu) van 1615, gesloopt in 1776 en daarna herbouwd.

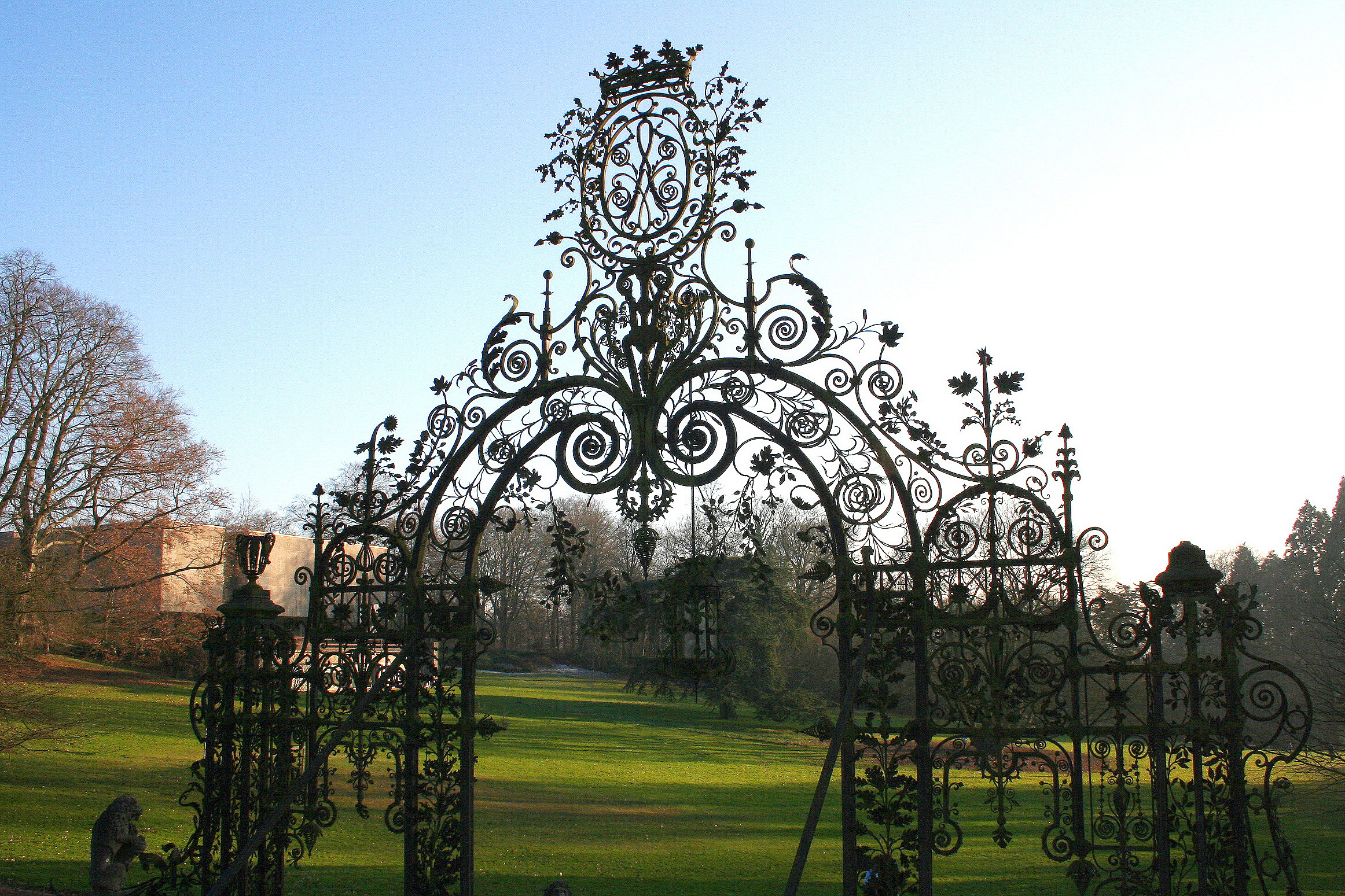
Smeedijzeren hek van de orangerie, met op de achtergrond links het museum en rechts het arboretum

## Natuur en landschap
Morlanwelz-Mariemont ligt in het verstedelijkte Centrum en aan de Hene. Het domein Mariemont vormt hier een bosrijke ruimte. De plaats ligt aan de Chaussée Brunehaut. De hoogte aan de kerk bedraagt 106 meter.

## Economie
Al fanaf de 13e eeuw werd steenkool gewonnen. Vanaf 1802 was er sprake van steenkoolwinning in Mariemont. De gebroeders Nicolas en Isidore Warocqué kochten de heerlijke en kerkelijke goederen die door de revolutionairen in beslag waren genomen. Hun maatschappij groeide, ook door overnames, en in 1912 kwam de Société Anonyme des Charbonnages de Mariemont-Bascoup tot stand. Vanaf de jaren '30 van de 20e eeuw ging het bergafwaarts met de steenkoolwinning en 
in 1961 sloot de laatste mijn. Een mijnterril en enkele gebouwen zijn nog bewaard gebleven.
Ook werd in Mariemont een grijs-blauwachtige zandsoort gewonnen die als gietzand werd gebruikt. Daarnaast kan het ijzerhoudend mineraalwater worden genoemd dat in het domein Mariemont hier en daar aan de oppervlakte kwam. In de 18e eeuw waren er zelfs plannen voor een thermaalbad, maar ten gevolge van de steenkoolwinning verdwenen deze bronnen.

## Demografische ontwikkeling
- Bronnen:NIS, Opm:1831 tot en met 1970=volkstellingen, 1976= inwoneraantal op 31 december

## Nabijgelegen kernen
La Hestre, Haine-Saint-Pierre, Mont-Sainte-Aldegonde, Carnières